# Bollstabruk
Bollstabruk er en by i Kramfors kommune i Västernorrlands län i landskabet Ångermanland i Sverige, beliggende ved Bollstafjärden af Ångermanälven, cirka 10 km nordvest for kommunebyen Kramfors.
I 2020 havde byen 1.812 indbyggere.